# Loxigilla
Loxigilla és un gènere d'ocells de la família dels tràupids (Thraupidae).

## Taxonomia
Segons la Classificació del Congrés Ornitològic Internacional (versió 14.2, 2024) aquest gènere està format per 2 espècies:
- Menjagrà de Barbados (Loxigilla barbadensis Cory, 1886)
- Menjagrà de les Petites Antilles (Loxigilla noctis Linnaeus, 1766)